# Деларж, Жан
Жан Деларж (1906—1977) — бельгийский боксёр, чемпион Олимпийских игр в Париже 1924 года в полусреднем весе. С конца 1924 года выступал в профессионалах.

## Спортивная карьера
В возрасте 18 лет принял участие в Олимпийских играх в Париже (1924), где завоевал золотую медаль.

В полусреднем весе в турнире участвовало 29 человек из 18 стран мира. Допускалось участие двоих представителей от каждой страны.
 
В олимпийском финале против мощного аргентинца Эктора Мендеса Деларж смотрелся предпочтительнее первые два раунда, но пропустил несколько тяжелых ударов в третьем и с трудом продержался до финального гонга. Судьи отдали победу в бою молодому бельгийцу. Аргентинские болельщики были возмущены решением и достаточно долго скандировали имя Мендеса.

Результаты на Олимпийских играх 1924 (вес до 66,7 кг):

Победил Луи Сатье (Швейцария) нокаутом в 3-м раунде

Победил Патрика О'Хэнрахана (Великобритания) по очкам

Победил Роя Ингрема (Южная Африка) по очкам

Победил Дугласа Льюиса (Канада) по очкам

Победил Эктора Мендеса (Аргентина) по очкам

С 1 октября 1924 по октябрь 1930 года выступал в профессиональном боксе. Бои проводил в Западной Европе.

## Интересные факты
Его старший брат Фернанд Деларж также выступал на летних Олимпийских играх 1924 года в соревнованиях по боксу в полутяжелом весе, оставшись за чертой призеров. Перейдя в профессионалы Фернанд добился там бо́льших успехов, став чемпионом Бельгии и Европы в полутяжелом весе.